# Marta Solipiwko
Marta Solipiwko (ur. 16 października 1981) – polska siatkarka (wzrost 191 cm, waga 80 kg), grająca na pozycji atakującej, a także przyjmującej.

## Kariera sportowa

### Kariera klubowa
Grę w siatkówkę rozpoczęła w klasie sportowej Szkoły Podstawowej nr 97 we Wrocławiu, jej pierwszym klubem była Gwardia Wrocław. Od 1996 była uczennicą Szkoły Mistrzostwa Sportowego w Sosnowcu. 
Ze Skrą Warszawa zdobyła w sezonie 2001/02 wicemistrzostwo Polski. W 2003 r. wyjechała za granicę. Grała w lidze austriackiej, słowackiej i tureckiej. Z drużyną Vakıfbank Güneş Sigorta Stambuł zajęła czwarte miejsce w finale Pucharu Europy w 2006 r. W sezonie 2006/07 doznała kontuzji kolana i przez większość sezonu nie grała. W sezonie 2007/08 ponownie grała w Polsce — w I lidze, w drużynie Impel Gwardii Wrocław, z którą awansowała do PlusLigi Kobiet. Przed sezonem 2008/09 ponownie wyjechała grać na Słowacji. W sezonie 2009/2010 grała w zespole Muszynianka Muszyna, z którym zdobyła srebrny medal MP. Od sezonu 2010/2011 miała być zawodniczką beniaminka PlusLigi kobiet TPS Rumia. W czasie przygotowań u zawodniczki odnowiła się jednak kontuzja kolana i zmuszona była do przerwania kariery. Kontrakt rozwiązano za porozumieniem stron przed rozpoczęciem sezonu.

### Kariera reprezentacyjna
Z reprezentacją Polski kadetek zdobyła brązowy medal mistrzostw Europy w 1997, a na mistrzostwach świata zajęła 7. miejsce, z reprezentacją Polski juniorek zajęła 5. miejsce na mistrzostwach Europy w 1998 i 5. miejsce na mistrzostwach świata w 1999. W sierpniu 2000 wystąpiła w trzech meczach towarzyskich w reprezentacji Polski seniorek.

## Kluby
- 1993–1996 Gwardia Wrocław
- 1996–2000 SMS PZPS Sosnowiec
- 2000–2003 Skra Warszawa
- 2003–2004 PSV Schwechat
- 2004–2005 OMS Senica
- 2005–2006 Vakıfbank Güneş Sigorta Stambuł
- 2007–2008 Impel Gwardia Wrocław
- 2008–2009 VK Doprastav Bratysława
- 2009–2010 MKS Muszynianka Fakro Muszyna

## Sukcesy
- brązowy medal mistrzostw Europy kadetek 1997
- mistrzostwo Austrii 2004
- mistrzostwo Słowacji 2005,2009
- wicemistrzostwo Turcji 2006
- wicemistrzostwo Polski 2002, 2010
- czwarte miejsce w Pucharze CEV 2005
- czwarte miejsce w Lidze Mistrzyń 2006
- Superpuchar Polski 2009/2010